# Розыгрыш на Бернерс-стрит
Розыгрыш на Бернерс-стрит был совершён Теодором Хуком в Вестминстере, Лондон, Англия, в 1810 году. Хук заключил пари со своим другом Сэмюэлем Бизли, что он сможет превратить любой дом в Лондоне в самый обсуждаемый адрес за неделю, чего он добился, разослав тысячи писем от имени миссис Тоттенхэм, которая жила на Бернерс-стрит, 54, с просьбой о доставке, посетителях и помощи.

## История

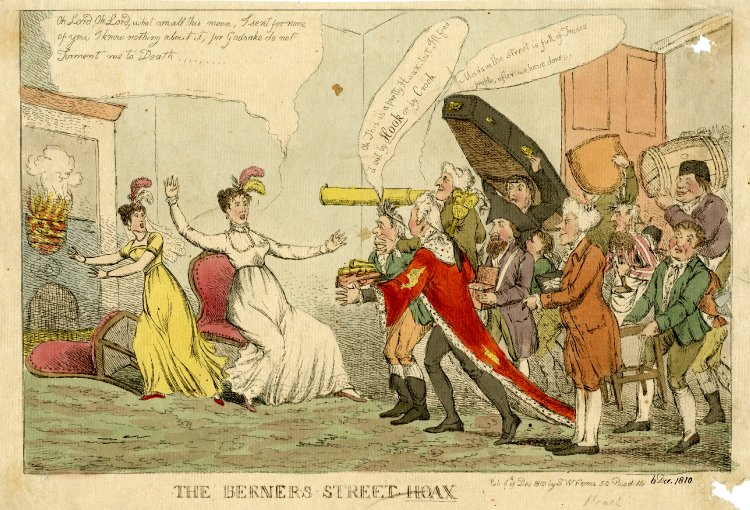
Розыгрыш на Бернерс-стрит, карикатура XIX века

27 ноября, в пять часов утра, прибыл трубочист, чтобы почистить трубы в доме миссис Тоттенхэм. Горничная, открывшая дверь, сообщила ему, что уборка не нужна и что его услуги не требуются. Несколько мгновений спустя появился ещё один трубочист, затем ещё и ещё; всего двенадцать. После того, как пришёл последний трубочист, начала прибывать целая вереница повозок с большими партиями угля, за которыми последовала череда кондитеров, доставлявших большие свадебные торты, затем врачи, адвокаты; викарии и священники, которым сказали, что кто-то в доме умирает. Следующими появились торговцы рыбой, сапожники и более дюжины пианистов, а также «шесть крепких мужчин с органом». Также прибыли высокопоставленные лица, в том числе управляющий Банком Англии, герцог Йоркский, архиепископ Кентерберийский и лорд-мэр Лондона. Узкие улочки вскоре стали заполнены торговцами и зеваками. Поставки и визиты продолжались до раннего вечера, в результате чего большая часть Лондона остановилась.
Хук расположился в доме прямо напротив 54-й Бернерс-стрит, где он и его друг провели весь день, наблюдая за разворачивающимся хаосом.
Несмотря на «яростные попытки» найти преступника, Хуку удалось избежать разоблачения, хотя многие из тех, кто его знал, подозревали его в причастности. Через некоторое время он принял решение временно уехать из города.
После того, как всё было сделано, Хук выиграл пари и получил от Бизли одну гинею (87 фунтов стерлингов в 2021 году).